# 黃可仁
黃可仁是一位英国演化生物学家，毕业于牛津大学，导师艾伦·格拉芬，曾担任BBC电视节目主持人，主要作品有《祖先的故事：生命起源的朝圣之旅》（The Ancestor's Tale: A Pilgrimage to the Dawn of Life，与理查德·道金斯合著）等。